# Leptothorax calderoni
Leptothorax calderoni es una especie de hormiga del género Leptothorax, tribu Crematogastrini, familia Formicidae. Fue descrita científicamente por Creighton en 1950.
Se distribuye por Canadá y los Estados Unidos. Se ha encontrado a elevaciones de hasta 3180 metros. Habita en bosques mixtos.